# Jean-Louis Koszul

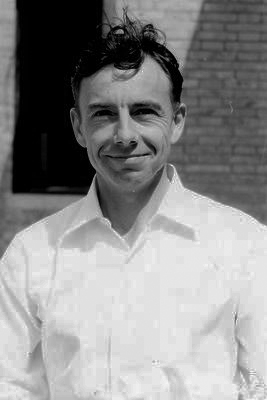
Jean-Louis Koszul

Jean-Louis Koszul (* 3. Januar 1921 in Straßburg; † 12. Januar 2018) war ein französischer Mathematiker, der sich mit Algebra und Differentialgeometrie beschäftigte.

## Leben
Koszul ging in Straßburg, wo sein Vater André Koszul Professor an der Universität war, zur Schule und begann dort sein Studium, das er in Paris fortsetzte. 1949 wurde er Maître des Conférences an der Universität Straßburg und 1956 Professor. Seit 1963 war er Professor an der Universität Grenoble. Seit Ende der 1940er Jahre war er Mitglied von Bourbaki.
Koszul schrieb schon 1947 über die Topologie von Lie-Gruppen und veröffentlichte 1950 seine Arbeit Homologie et cohomologie des algèbres de Lie. In Zusammenhang mit Untersuchungen zur Kohomologie der Lie-Algebren führte er auch den Koszul-Komplex in die homologische Algebra ein.
Er war seit 1948 verheiratet und hatte drei Kinder. Er war ein passionierter Bergsteiger.
1978 war er Präsident der Société Mathématique de France. Am 28. Januar 1980 wurde Koszul als korrespondierendes Mitglied in die Académie des sciences gewählt.
Nach ihm ist die Koszul-Dualität und Koszul-Vinberg-Algebra benannt.

## Schriften
- Faisceaux et Cohomologie. 1957 (Vorlesungen in São Paulo).
- Lectures on Fibre Bundles and Differential Geometry. Tata Institute, Bombay 1965, 1986 (Vorlesungen von 1960).
- Lectures on Groups of Transformation. Tata Institute, Bombay 1964.
- Selected Papers of Jean-Louis Koszul. 1994.